# جیسون دافنر
جیسون دافنر (انگلیسی: Jason Dufner؛ زادهٔ ۲۴ مارس ۱۹۷۷) یک گلف‌باز اهل ایالات متحده آمریکا است.